# Lewoamfetamina
Lewoamfetamina – organiczny związek chemiczny, lewoskrętny stereoizomer amfetaminy o słabym działaniu na ośrodkowy układ nerwowy (jest z kolei jednak bardziej kardiotoksyczny). Jest objęty Konwencją o substancjach psychotropowych z 1971 roku (wykaz II). W Polsce jest w grupie II-P Ustawy o przeciwdziałaniu narkomanii.